# Лакруа, Пьер-Жан
Пьер Жан Лакруа (фр. Pierre Jean Lacroix; 1771—1838) — французский военный деятель, бригадный генерал (1815 год), барон Империи (1808 год), участник революционных и наполеоновских войн.

## Биография
Родился в семье офицера Дени Лакруа (фр. Denis Lacroix) и его супруги Жанны Каминиш (фр. Jeanne Catherine Caminiche). 11 ноября 1787 года поступил на военную службу солдатом пехотного полка Короны. 1 июня 1788 года был переведён в полк Генерал-полковника драгун. 24 октября 1789 года вступил в Национальную гвардию Парижа с чином фурьера. 4 марта 1790 года стал сержантом, а 12 июля 1792 года покинул ряды корпуса.
1 июня 1793 года произведён в младшие лейтенанты с переводом в 8-й гусарский полк. 6 октября того же года стал адъютантом генерала Даникана в составе Рейнской армии, 21 ноября 1793 года получил звание командира батальона, затем 15 февраля 1794 года – полковника штаба. 4 февраля 1796 года был переведён в Самбро-Маасскую армию, 5 августа по приказу генерала Клебера возглавил три пехотных батальона и 11-м драгунский полк при обороне Бамберга от австрийцев.
13 февраля 1797 года вышел в отставку. 28 октября 1798 года возвратился к активной службе с назначением в Майнцскую армию и служил в дивизии генерала Коло. Затем переведён в Рейнскую армию. В декабре 1799 года командовал арьергардом при Мангейме и Неккерау. В марте 1800 года назначен начальником штаба центрального корпуса Рейнской армии. Энергичными мерами смог добиться от магистрата Франкфурта-на-Майне выплаты военной контрибуции в размере 800 000 франков всего за шесть часов. После победы при Маренго по приказу генерала Моро отправился в Оффенбах, где вёл переговоры с австрийцами об установлении демаркационной линии, соглашение было подписано 9 июля 1800 года.
Отличился в сражении при Гогенлиндене, где прямо на поле боя был произведён генералом Моро в бригадные генералы, однако производство не было утверждено Первым консулом. В январе 1801 года вернулся домой, а в сентябре был определён в штаб военного министра Бертье.
23 сентября 1801 года направлен в штаб Гельветической армии. 23 сентября 1802 года переведён сперва в штаб 24-го, затем 16 декабря 1802 года – в штаб 14-го военного округа. С 8 октября 1803 года продолжил службу в штабе лагеря Монтрёй.
20 сентября 1805 года, в самом начале Австрийской кампании, назначен начальником штаба 2-й драгунской дивизии резервной кавалерии Великой Армии, и 15 октября был ранен в сражении при Ульме. 23 июля 1806 года переведён в штаб 4-го армейского корпуса. 28 сентября 1806 года назначен начальником штаба 1-й пехотной дивизии Сент-Илера этого же корпуса, сражался при Йене. 24 ноября 1806 года был назначен начальником штаба 3-й дивизии тяжёлой кавалерии генерала Эспаня, только что прибывшей из Италии. Участвовал в Польской кампании 1807 года, отличился в сражении при Гейльсберге, где был ранен.
В 1808 году возведён в ранг барона. 17 марта того же года получил дотацию в 4000 франков от королевства Вестфалия. В ходе Австрийской кампании 1809 года состоял при штабе 2-го армейского корпуса Армии Германии.
15 июля 1812 года стал начальником штаба 3-й дивизии лёгкой кавалерии генерала Шастеля 3-го корпуса резервной кавалерии генерала Груши, участвовал в Русской кампании, сражался при Красном, Смоленске, Бородино, Малоярославцем и Вязьмой. 2 декабря был захвачен в плен русскими, и 26 декабря доставлен в Полтаву. После окончания боевых действий перебрался в Варшаву, где одолжил у своего друга генерала Зайончека 3000 франков с целью оказать помощь французским офицерам и солдатам, возвращающимся из плена на родину.
28 июля 1814 года вернулся во Францию и оставался без служебного назначения. Во время «Ста дней» присоединился к Императору. 10 июня 1815 года награждён чином бригадного генерала и 30 июня 1815 года возглавил Национальную гвардию Нанта. Однако после второй Реставрации производство в генералы было аннулировано королевским ордонансом от 1 августа 1815 года. 20 мая 1818 года вышел в отставку с чином полковника, 22 июля 1818 года награждён Людовиком XVIII чином почётного лагерного маршала. 19 ноября 1831 года утверждён в данном звании.
Умер 21 февраля 1838 года в городке Батиньоль, недалеко от Парижа в возрасте 66 лет.

## Воинские звания
- Солдат (11 ноября 1787 года);
- Сержант (4 марта 1790 года);
- Младший лейтенант (1 июня 1793 года);
- Командир батальона (21 ноября 1793 года);
- Полковник штаба (15 февраля 1794 года);
- Бригадный генерал (10 июня 1815 года, аннулировано 1 августа 1815 года);
- Лагерный маршал (22 июля 1818 года).

## Титулы
- Барон Лакруа и Империи (фр. baron Lacroix et de l'Empire; декрет от 19 марта 1808 года, патент подтверждён 10 сентября 1808 года Сен-Клу)[2][3].

## Награды
Легионер ордена Почётного легиона (5 февраля 1804 года)
 Офицер ордена Почётного легиона (14 июня 1804 года)
 Кавалер Военного ордена Святого Людовика (19 августа 1818 года)